# Not Now John
Not Now John és un tema del grup de rock progressiu Pink Floyd, escrita per Roger Waters.  És el dotzè títol de l'àlbum The Final Cut aparegut el 1983. Va aparèixer com a single. La cançó és l'única de l'àlbum que inclou la veu principal de David Gilmour, que es troba a les estrofes, amb Roger Waters cantant les tornades i els interludis, i va ser l'únic senzill publicat de l'àlbum (descomptant " When the Tigers Broke Free ", un senzill que no va ser inclòs a l'àlbum i que es va afegir retroactivament a l'àlbum el 2004). Va arribar al número 30 de la llista de senzills del Regne Unit.
La cançó dura uns 5 minuts, la tercera més llarga de l'àlbum. A la diferència de la majoria dels altres del disc, "Not Now John" és intens del debat al final. Durant la peça, Roger Waters i David Gilmour es pateixen les estrofes com a Comfortably Numb de l'àlbum precedent.
En una crítica de The Final Cut (1983) en el moment del seu llançament, Kurt Loder de Rolling Stone va descriure "Not Now John" com "una de les actuacions més ferotges que Pink Floyd ha fet mai". En una crítica retrospectiva de The Final Cut (1983), Rachel Mann de The Quietus va descriure "Not Now John" com "divertida, però musicalment grollera i òbvia", i va afegir que "aquest és Surrey Blues rock tan insípid com els punts de vista que pretén satiritzar".

## Vídeo musical
Al videoclip EP The Final Cut, el vídeo de la cançó mostra un noi japonès caminant per una fàbrica buscant un soldat. El nen s'enfronta a treballadors de fàbrica que juguen a cartes i a noies geishes abans de caure i morir des d'una bastida i ser descobert per un veterà de la Segona Guerra Mundial (interpretat per Alex McAvoy, que també va interpretar el mestre d'escola a Pink Floyd - The Wall). El vídeo va ser dirigit per Willie Christie, que aleshores era cunyat de Waters.

## Músics
- Roger Waters - veu, sintetitzador
- David Gilmour - veu, guitarra, baix
- Nick Mason - bateria
- Andy Bown - orgue Hammond
- The Blackberries - cors